# Фальц
Фа́льцевое соединение, фальц (нем. Falz «паз, шпунт, фальц, жёлоб»), простореч. фа́лец — вид шва.

## В кровельном деле

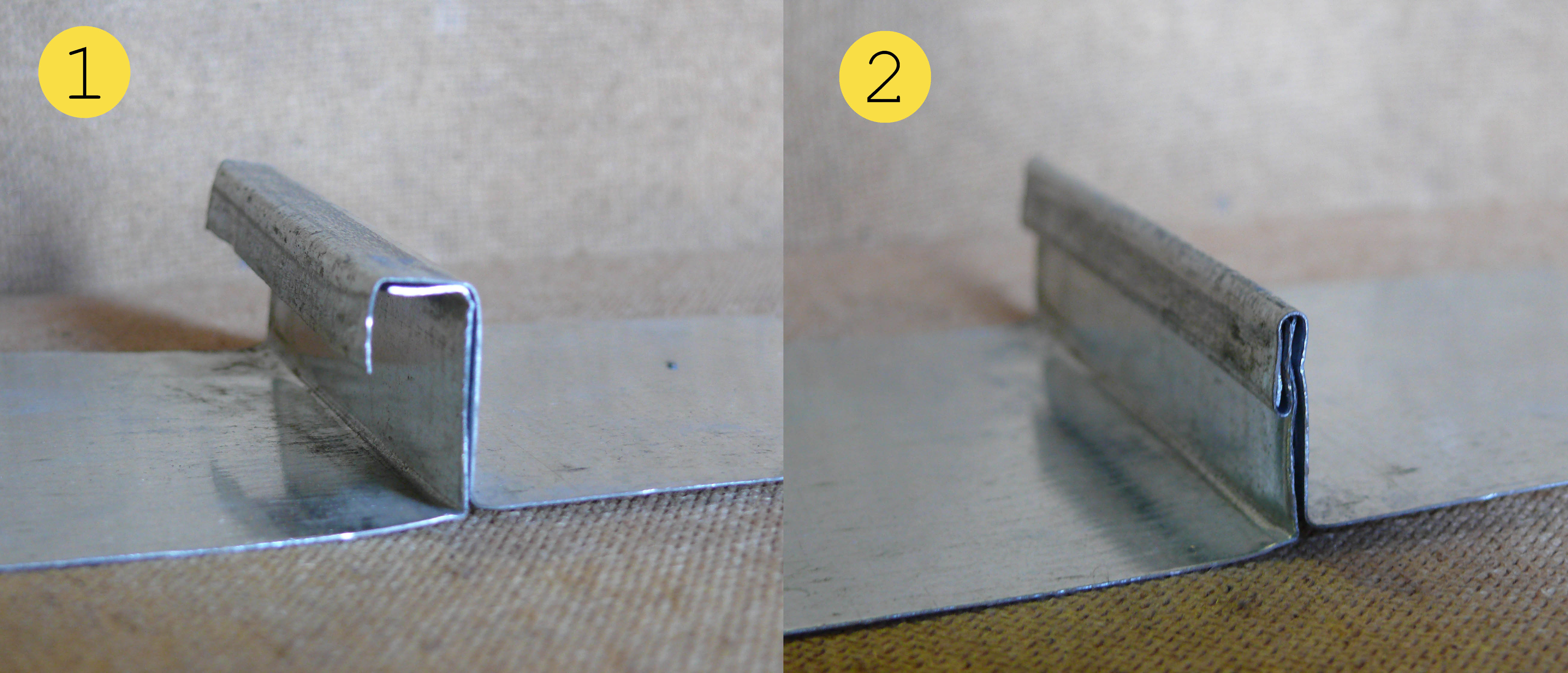
Двойной стоячий фальц.
1 — незамятый, 2 — замятый

Фальцем называется шов, используемый при соединении листов металлической кровли.
Различают фальцевые соединения лежачие и стоячие, одинарные и двойные. Боковые длинные края полос стали, идущие вдоль ската, соединяют стоячими фальцами, а горизонтальные — лежачими. Фальцы выполняются (закатываются) либо вручную специальным инструментом, либо современным способом — специальными электромеханическими закаточными устройствами.
Типы фальцев: лежачий одинарный; лежачий двойной; стоячий одинарный; стоячий двойной.
Настоящий двойной фальц это надежное, герметичное и долговечное соединение металлических листов ("картин") кровли в двойной замок (фальц), формируемый ручным способом или при помощи специальных полуавтоматических инструментов (закаточных машин). 
Технология двойного фальца позволяет мастеру выполнить покрытие кровли сложных и простых форм с минимальным уклоном. 
Мастера постоянно повышают свою квалификацию и навыки в работе с тонколистовым металлическим покрытием. Появляются новые инструменты и станки, которые помогают реализовать смелые архитектурные решения в покрытии кровли, сохранив непревзойденную надежность технологии двойного фальца.
P.S.  Некоторые производители материала имитирующего вид настоящей фальцевой кровли , в обиходе так называемой "защелки" позиционируют свой продукт как фальцевую кровлю, что на деле не является таковым. Не путайте этот материал с настоящим двойным фальцем.

## В типографском деле
В типографском деле фальцем называют место сгиба печатного листа.

## В деревообработке

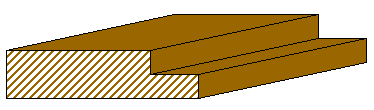
Фальц

В деревообработке фальцем называется прямоугольная выборка на краю доски. Иногда слово «фальц» используют также для обозначения шпунта.